# 伊瓦勒普雷
伊瓦勒普雷（法語：Ivoy-le-Pré，法語發音：[ivwa lə pʁe]）是法国谢尔省的一个市镇，属于维耶尔宗区。

## 地理
伊瓦勒普雷（47°20'42"N, 2°29'13"E）面积98.74 平方千米，位于法国中央-卢瓦尔河谷大区谢尔省，该省份为法国中部省份，北起卢瓦雷省，西接卢瓦-谢尔省和安德尔省，南至克勒兹省，东南接阿列省，东临涅夫勒省。
与伊瓦勒普雷接壤的市镇（或旧市镇、城区）包括：阿谢尔、拉沙佩勒当日隆、拉沙普洛特、埃诺德尔、昂里什蒙、梅里埃斯布瓦、瓦宗、维勒热农。

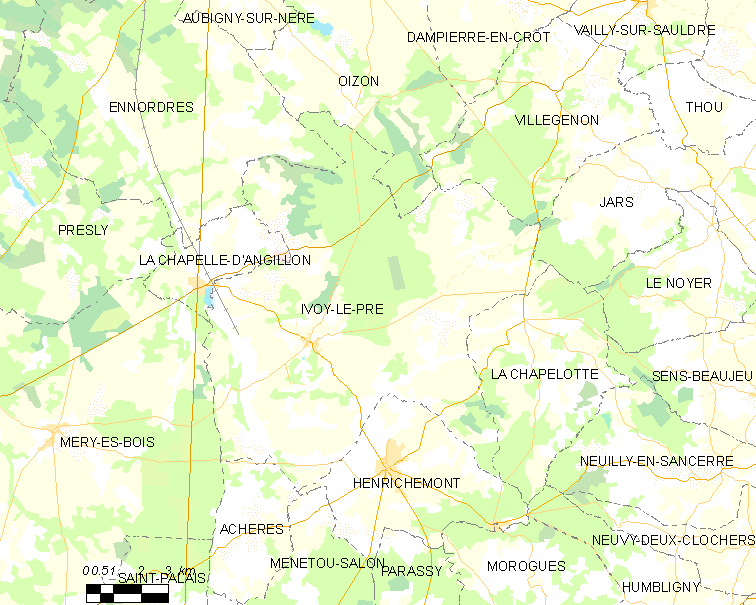
伊瓦勒普雷的OSM定位图

伊瓦勒普雷的时区为UTC+01:00、UTC+02:00（夏令时）。

## 行政
伊瓦勒普雷的邮政编码为18380，INSEE市镇编码为18115。

## 政治
伊瓦勒普雷所属的省级选区为内尔河畔欧比尼县。

## 人口

1962-2008年间伊瓦勒普雷人口变化图示

伊瓦勒普雷于2022年1月1日时的人口数量为775人。